# Tommaso Visconti
Tommaso Visconti (Milano, XIV secolo – circa 1400) è stato un vescovo cattolico italiano.

## Biografia
Proveniente dalla nobile famiglia bresciana dei Visconti, salì alla cattedra nel momento di massimo splendore del congiunto Gian Galeazzo Visconti.
Scrisse gli Statuta et constitutiones Capituli et canonicae majoris ecclesiae Brixiensis.
Compì una visita pastorale e attese al riordinamento amministrativo della diocesi.
Fu trasferito alla sede di Cremona, ma poi tornò nuovamente alla cattedra bresciana.
Nel 1397 fu nominato vescovo titolare di Egina.